# Sara Búho
Sara Bueno Hormigo (La Línea de la Concepción, Cádiz, 1991) es una poetisa española, conocida como Sara Búho, contracción de sus apellidos reales: Bueno y Hormigo.

## Trayectoria
Se graduó en Derecho por la Universidad de Sevilla y cursó un máster en Marketing Digital y Comercio Electrónico.  En 2005 empezó a compartir sus poemas en un blog y pronto alcanzó gran notoriedad a través de las redes sociales. En junio de 2024, contaba con 474.000 seguidores en su cuenta de Instagram.    
Ha visitado México, Colombia y Estados Unidos para participar en eventos literarios internacionales. En 2017 participó en el Encuentro Internacional de Poesía Ciudad de México 2017, dentro del marco del Festival DiVerso. En 2019, en un encuentro de jóvenes poetas en Buenos Aires, como exponente de la llamada poesía 2.0, junto a otros poetas como Álvaro Garat y Brenda Zlotolow, en el marco de la 46.ª Feria Internacional del Libro de Buenos Aires. Ese mismo año también asistió en la Feria Internacional del Libro de Bogotá. Ha sido ponente en la Facultad de Filosofía y Letras de la Universidad de Cádiz para hablar sobre poesía en Internet y nuevas generaciones .    

### Poesía 2.0
Comenzó publicando sus poemas en Instagram hasta que en 2016 publicó su primer poemario en papel, La ataraxia del corazón, que es una introspección lírica. Bucea en su interior para dar respuesta a las preguntas que se hace en voz alta.. Se la considera parte de la generación de poetas que se han dado a conocer en las redes sociales antes de la publicación de sus libros en papel, lo que ha provocado una acogida favorable a sus poemarios.  
Entre estos poetas, figuran Marwan y Elvira Sastre, entre otros.  La característica de esta poesía es una crudeza lingüística, la síntesis, el aforismo y el tratamiento de temas como el amor y el sexo, junto a cierta carga de denuncia social. El vídeo-poema y su difusión en plataformas como YouTube ha traído consigo un movimiento de seguidores que ha tomado contacto con la poesía a partir de las redes.    

## Obras
- 2016 – La ataraxia del corazón. Valparaiso Ediciones. ISBN 9788416560530.
- 2017 – Y yo a ti. Valparaiso Ediciones. ISBN 9788417096281.
- 2019 – La inercia del silencio. Editorial Lunwerg. ISBN 9788417858513.
- 2021 – Fragilidades . Editorial Lunwerg. ISBN 9788418260971.
- 2022 – Perdón a la lluvia. Editorial Lunwerg. ISBN 9788418820755.
- 2024: Donde descansan las flores. Lunwerg Editores. ISBN 9788419875419

## Premios
- 2021: Premio Cosmopolitan Influencer Awards by Pandora,  en la categoría Llévalo con Poesía. [15]
- 2024: Premio Continuará-Culturas 2, concedido por RTVE Catalunya en su edición XXVI, en la categoría de literatura.   [16]